# Societat Mineralògica Russa
La Societat Russa de Mineralogia és una organització científica pública de Rússia que uneix especialistes i grups científics que treballen en el camp de la mineralogia i les ciències adjacents.
Fou fundada a Sant Petersburg, Imperi Rus, el 19 de gener de 1817 sota el nom de Societat Imperial de Mineralogia, i és la societat mineralògica més antiga del món de les existents. Des del 1869 fins a l'actualitat la seva seu és l'Institut Miner de Sant Petersburg. Durant el segle xix, dugué a terme investigacions sobre l'estructura geològica i els recursos minerals de Rússia amb la finalitat de crear un mapa geològic general de Rússia. La societat organitzà el gabinet mineral, la col·lecció de minerals, que passà posteriorment al museu de l'Institut Miner de Sant Petersburg. També es creà una biblioteca especialitzada.
Des del 1830 publica una revista, titulada originalment The Mineralogical Society Works (Obres de la societat mineralògica) (1830-1864), que es reanomenà més tard com Proceedings of the Russian Mineralogical Society (1866 - actualitat). Ha publicat una sèrie d'obres titulades «Materials sobre geologia de Rússia» (1869-1928). També ha organitzat expedicions geològiques, instituït medalles honorífiques i premis per als treballs científics més destacats.
De 1948 a 1991, rebé nom de "Societat mineralògica de tota la Unió" i pertany a l'Acadèmia de Ciències de la URSS. Des del 1991 fins al 2004 el nom de la Societat fou "Societat Mineralògica de l'Acadèmia de Ciències de Rússia". El 1958 fou una de les societats fundacionals de la Associació Mineralògica Internacional.